# Iotrochota baculifera
Iotrochota baculifera är en svampdjursart som beskrevs av Ridley 1884. Iotrochota baculifera ingår i släktet Iotrochota och familjen Iotrochotidae. Inga underarter finns listade i Catalogue of Life.